# ズナメニ聖歌

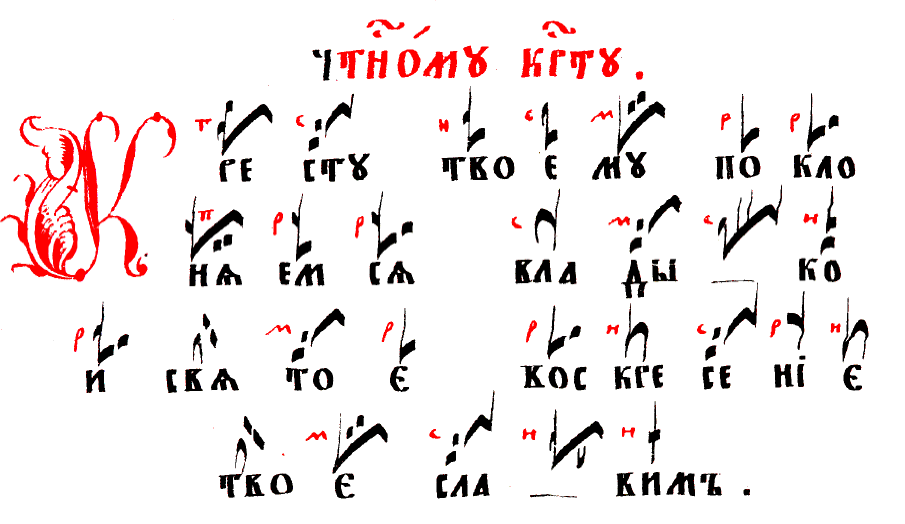
ズナメニ聖歌の記譜（1884年、ロシア）。「汝の十字架を讃える、おお、主よ、汝の復活を賛美する。」

ズナメニ聖歌（ズナメニせいか、ロシア語: знаменное пение、英語: Znamenny Chants）はロシア正教会の伝統的な聖歌で、斉唱・メリスマを特徴としている。記譜法はキリューキ（ロシア語: крюки＝フック）またはズナミョーナ（ロシア語: знамёна＝記号）と呼ばれる特殊な記号である。
ズナメニ聖歌は東方教会の「ビザンティン聖歌」から出発して、ロシア正教会の奉神礼で歌われ、16世紀のモスクワで頂点に達している。この聖歌のメロディーは正教会の八調になっており、曲は流れるような、バランスの取れたものである。ズナメニ聖歌の作者の多くは不明であるが、フョードル・クレスチャニン（Fyodor Krestianin）のように知られている作者もある。
ズナメニ聖歌の伝統を残す聖歌には次のようなものがある。
- 古儀式派の聖歌
- ウクライナ聖歌
- ヴァラーム聖歌

なお、セルゲイ・ラフマニノフは「交響曲第1番」（1895年）の第3楽章第2主題にズナメニ聖歌を引用している。また、彼は「徹夜祷 」（1915年）でズナメニ聖歌6曲を使っている。

## 参照項目
- キリスト教音楽#正教会
- ビザンティン聖歌
- グレゴリオ聖歌 (西方教会)